# Вирумаа
Вирумаа (ест. Võrumaa, Võru maakond, виро Võromaa, Võro maakund) — повіт в Естонії, розташований у південно-східній частині країни. Межує з Росією, Латвією, повітами Валґамаа та Пилвамаа. Адміністративний центр — місто Виру. Повіт в адміністративному відношенні поділяється на 1 міський муніципалітет та 4 волості.
Регіон у різні часи належав Польщі, Швеції, Росії. У 1783 році за наказом Катерини II тут був утворений новий повіт, який отримав назву Вирумаа на ім'я садиб Вирумийза, а наступного року була заснована столиця повіту.
Основна частина території розташована в межах Хааньяської височини — найвищої ділянки в країні. Є природний парк Хаанья (17 тис. га), національний парк Карула (10,3 тис. га) і ландшафтний заповідник Лухасоо, що охороняє унікальні болотяні масиви, (800 га).
На території повіту лежать найпівденніша точка Естонії та найвища точка Естонії та всієї Балтії — гора Суур Мунамяґі (318  м). Найглибше озеро в країні, Риуге Суур'ярв (38 м), розташоване у Вирумаа.
Місцевий діалект естонської мови має достатньо чіткі відмінності, тому деякі дослідники виділяють його як окрему вируську мову.

## Персоналії
- Аугуст Саббе — останній учасник Руху опору проти радянської окупації. Загинув 28 вересня 1978.

## Адміністративно-територіальний поділ
З 2017 року до складу повіту входить 1 міський муніципалітет і 4 волості:
Міський муніципалітет:
 Виру (ест. Võru)
Волості:

Муніципалітети повіту Вирумаа

 Антсла (ест. Antsla vald); разом із містом Антсла (ест. Antsla)
 Виру (ест. Võru vald)
 Риуге (ест. Rõuge vald)
 Сетомаа (ест. Setomaa vald)
До адміністративної реформи 2017 року повіт поділявся на 13 муніципалітетів: 1 міський і 12 волостей.
Міські муніципалітети:
 Виру (ест. Võru)
Волості:
 Антсла (ест. Antsla vald); разом із містом Антсла (ест. Antsla)
 Варсту (ест. Varstu vald)
 Вастселійна (ест. Vastseliina vald)
 Виру (ест. Võru vald)
 Ласва (ест. Lasva vald)
 Меремяе (ест. Meremäe vald)
 Міссо (ест. Misso vald)
 Миністе (ест. Mõniste vald)
 Риуге (ест. Rõuge vald)
 Симерпалу (ест. Sõmerpalu vald)
 Урвасте (ест. Urvaste vald)
 Хаанья (ест. Haanja vald)

## Найбільші міста
Міста з населенням понад 2,5 тисяч осіб:
| Назва міста | Населення, осіб (2009) |
| ----------- | ---------------------- |
| Виру        | 14424                  |